# Distancia administrativa
Distancia administrativa es la medida usada por los routers Cisco para seleccionar la mejor ruta cuando hay dos o más rutas diferentes hacia el mismo destino para dos protocolos de enrutamiento. La distancia administrativa define la fiabilidad de un protocolo de enrutamiento.
Cada protocolo de enrutamiento da prioridad a los caminos de mayor a menor fiabilidad usando un valor de distancia administrativa. Es preferible un valor bajo: por ejemplo, una ruta OSPF con una distancia administrativa de 110 prevalecerá sobre una ruta RIP con una distancia administrativa de 120.
La siguiente tabla muestra las distancias administrativas por defecto usadas por los routers Cisco:
| Protocolo               | Distancia administrativa |
| ----------------------- | ------------------------ |
| Directamente conectados | 0                        |
| Ruta estática           | 1                        |
| Ruta EIGRP agregada     | 5                        |
| BGP externa             | 20                       |
| EIGRP interna           | 90                       |
| IGRP                    | 100                      |
| OSPF                    | 110                      |
| IS-IS                   | 115                      |
| RIP                     | 120                      |
| EGP                     | 140                      |
| ODR                     | 160                      |
| EIGRP externa           | 170                      |
| BGP interna             | 200                      |
| Desconocida             | 255                      |

Notas:
- Una ruta estática con un gateway de siguiente salto tendrá una distancia administrativa de 1; una ruta directamente conectada tendrá una distancia administrativa de 0.
- Una distancia administrativa de 255 hará que el router desconfíe totalmente de ella, y será descartada.